# Moroyama
Moroyama (毛呂山町 Moroyama-machi?) es un pueblo en la prefectura de Saitama, Japón, localizado en el centro-este de la isla de Honshū, en la región de Kantō. El 1 de marzo de 2021 tenía una población estimada de 35 370 habitantes y una densidad de población de 1038 personas por km².

## Geografía
Moroyama está localizado en el centro de la  prefectura de Saitama, aproximadamente 50 kilómetros del centro de Tokio. El 40 por ciento del área del pueblo son bosques y montañas. Limita con las ciudades de Sakado, Hidaka y Hannō, y con los pueblos de Ogose y Hatoyama.

## Historia
La villa de Moro fue creada dentro del distrito de Iruma el 1 de abril de 1889. Moro se fusionó con el vecino de Yamane para formar Moroyama el 1 de abril de 1939. Moroyama se anexionó la villa vecina de Kawakado el 1 de abril de 1955. La pavimentación de carreteras y los desarrollos de viviendas a principios de la década de 1960 trajeron la urbanización, el crecimiento de la población y el cambio a áreas anteriormente dedicadas a los campos de moreras. Este nuevo entorno urbano condujo a cambios en la estructura industrial, incluidas disminuciones en la población agrícola y un aumento en las industrias manufactureras y de servicios.

## Demografía
Según los datos del censo japonés, la población de Moroyama ha crecido en los últimos 50 años.
| Gráfica de evolución demográfica de Moroyama entre 1940 y 2015 |
|                                                                |
| Oficina de Estadística de Japón                                |